# لا پریری (مینه‌سوتا)
لا پریری، مینه‌سوتا (به انگلیسی: La Prairie, Minnesota) یک شهر در ایالات متحده آمریکا است که در شهرستان ایتاسکا، مینه‌سوتا واقع شده‌است.

## خصوصیات
لا پریری ۴٫۳۸ کیلومترمربع مساحت و ۶۶۵ نفر جمعیت دارد و ۳۹۱ متر بالاتر از سطح دریا واقع شده‌است.